# Salvatore Toscano (militare)
Salvatore Toscano (Imola, 5 luglio 1897 – Mar Mediterraneo, 29 marzo 1941) è stato un militare e marinaio italiano, insignito della medaglia d'oro al valor militare alla memoria nel corso della seconda guerra mondiale.

## Biografia
Nacque a Imola (provincia di Bologna) il 5 luglio 1897.  Nel 1911 fu ammesso a frequentare la Regia Accademia Navale di Livorno, conseguendo la nomina a guardiamarina nel 1915. Partecipò alla prima guerra mondiale imbarcato su varie unità di superficie, tra cui la nave da battaglia Caio Duilio venendo decorato con la croce al merito di guerra. Promosso tenente di vascello nel 1918, partecipò al viaggio di circumnavigazione compiuto dall'esploratore Libia tra il 1921 e il 1923, e quindi ebbe il comando di torpediniere.
Promosso capitano di corvetta nel 1926, ebbe il comando del cacciatorpediniere Borea per circa due anni e nel 1932, promosso capitano di fregata, passò all'Accademia Navale di Livorno nell'incarico di aiutante di bandiera del comandante, rimanendo in quell'incarico fino al 1935, quando venne destinato presso il Regio Istituto Idrografico Militare di Genova. Al comando dell'esploratore Ugolino Vivaldi (1935-1936) partecipò alle operazioni militari legate alla guerra di Spagna. 
Promosso capitano di vascello il gennaio 1937, ebbe successivamente il comando dell'incrociatore leggero Luigi Cadorna, della corazzata Caio Duilio e dell'incrociatore Luigi di Savoia Duca degli Abruzzi di cui curò a la parte finale dell'allestimento.  Nel novembre 1938 ebbe l'incarico di Presidente di Mariperman La Spezia, venendo posto in congedo assoluto nel 1939 in base all'approvazione delle leggi razziali.
Rientrò in servizio attivo il 12 aprile 1940 assumendo l'incarico di Capo di stato maggiore del Comando Militare Marittimo di Messina, incarico che ricoprì sino al 10 marzo 1941.  Assunto il comando della IX Squadriglia cacciatorpediniere, alzando la sua insegna sul cacciatorpediniere Vittorio Alfieri. Al comando di detta squadriglia C.T. partecipò allo scontro notturno di Capo Matapan contro superiori forze navali inglesi il 28 marzo.  L'unità rimase  immobilizzata, con incendi a bordo, dal tiro nemico, e con il cacciatorpediniere dilaniato dalle esplosioni ed in preda alle fiamme, rifiutò ogni invito a porsi in salvo, provvedendo per quanto possibile alla salvezza dell'equipaggio.  Scomparve in mare nell'affondamento della sua nave, e per questo venne insignito della medaglia d'oro al valor militare alla memoria ed affondava con l'unità al suo comando.